# Morszczuk zwyczajny
Morszczuk zwyczajny, morszczuk, morszczuk europejski, morszczuk wielkooki (Merluccius merluccius) – gatunek morskiej ryby dorszokształtnej z rodziny morszczukowatych (Merlucciidae). Jest poławiana gospodarczo.

## Występowanie
Wschodni Ocean Atlantycki, szelf kontynentalny na głębokościach od 70 do 1000 m, Morze Śródziemne oraz wzdłuż południowych wybrzeży Morza Czarnego. Forma śródziemnomorska jest określana nazwą morszczuk śródziemnomorski (M. merluccius mediterraneus), a atlantycka – morszczuk atlantycki (M. merluccius atlanticus).

## Opis
Ciało wydłużone, dwie płetwy grzbietowe (druga dwudzielna, długa), płetwa odbytowa o kształcie podobnym do płetwy grzbietowej, duży otwór gębowy, wyraźna linia boczna, duże oczy. Skóra pokryta drobnymi łuskami. Grzbiet stalowo-szary, boki nieco jaśniejsze, brzuch srebrzysto-biały. Osiąga przeciętną długość do 100 cm, maksymalnie 140 cm oraz masę ciała odpowiednio 10–15 kg. Młode żywią się krylem, a dorosłe – rybami i kałamarnicami. Preferowanym przez nie gatunkiem jest błękitek (Micromesistius poutassou).